# Obyčtov
Obyčtov är en ort i Tjeckien.   Den ligger i regionen Vysočina, i den centrala delen av landet, 130 km sydost om huvudstaden Prag. Obyčtov ligger 539 meter över havet och antalet invånare är 403.
Terrängen runt Obyčtov är platt. Runt Obyčtov är det ganska glesbefolkat, med 31 invånare per kvadratkilometer. Närmaste större samhälle är Žďár nad Sázavou, 8,3 km nordväst om Obyčtov. I omgivningarna runt Obyčtov växer i huvudsak blandskog.